# Line Østvold
Line Østvold, född 7 november 1978 i Haugsbygd nära Hønefoss i Buskerud, död 19 september 2004 i Santiago i Chile, var en norsk snowboardåkare. Hon avled till följd av huvud- och nackskador som hon fått under träning i Chile. Hon hade trots sin låga ålder hunnit vinna världsmästartitlar i boardercross.